# Ban Chấp hành Trung ương Đảng Nhân dân Cách mạng Lào khóa XI
Ban Chấp hành Trung ương Đảng Nhân dân Cách mạng Lào khóa XI được bầu tại Đại hội đại biểu toàn quốc lần thứ XI của Đảng Nhân dân Cách mạng Lào vào ngày 15 tháng 1 năm 2021, gồm 71 ủy viên chính thức và 10 ủy viên dự khuyết. Với tư cách là một tổ chức, Ban Chấp hành Trung ương Đảng là cơ quan ra quyết định cao nhất của đảng giữa hai kỳ Đại hội Đảng toàn quốc, được triệu tập năm năm một lần. Đảng Nhân dân Cách mạng Lào là chính đảng duy nhất nắm quyền lực nhà nước Lào, Ban Chấp hành Trung ương Đảng xây dựng các chính sách mà nhà nước thực hiện. Giữa các hội nghị toàn thể của Ban Chấp hành Trung ương khóa XI, Bộ Chính trị khóa XI là cơ quan thường trực, ra quyết định cao nhất của Đảng.
Số lượng thành viên tăng từ 69 ủy viên chính thức, 8 ủy viên dự khuyết trong Ban Chấp hành Trung ương khóa X lên 71 ủy viên chính thức và 10 ủy viên dự khuyết trong khóa XI. Trong số 71 ủy viên chính thức, có 12 người là phụ nữ. Đây là mức tăng từ 6 phụ nữ trong khóa X. Đại diện quân đội tăng một người, từ 7 ủy viên (khóa X) lên 8 ủy viên (khóa XI). Ngoài ra, cơ cấu độ tuổi từ 60 tuổi trở lên, chiếm 50,70%, tương ứng 36 thành viên. Từ 46 đến 59 tuổi, chiếm 40,30%, tương ứng 35 thành viên. Trong đó có 19 thành viên, chiếm 26,76%, đã tham gia Đảng Nhân dân Cách mạng Lào từ thời kỳ cách mạng Lào. Trình độ học vấn, đa số thành viên đều có trình độ lý luận chính trị, học thuyết Mác - Lênin. Trong số 71 thành viên, 28 người có bằng tiến sĩ (39,43%) và 27 người có bằng thạc sĩ (38,02%).
Nhiều ủy viên Ban Chấp hành Trung ương khóa XI có quan hệ huyết thống với các lãnh đạo Đảng Nhân dân Cách mạng Lào trước đây. Bốn thành viên là con của Chủ tịch Đảng Nhân dân Cách mạng Lào trước đây Khamtai Siphandon (Sonexay, Viengthong, Viengsavath và Athsaphangthong) và ba thành viên khác là con của cố Tổng bí thư Đảng Nhân dân Cách mạng Lào Kaysone Phomvihane (Saysomphone, Santiphap và Thongsavanh). Trong số này, đã phục vụ hai nhiệm kỳ trong Bộ Chính trị khóa XI (Saysomphone và Sonexay) và trong Ban Bí thư khóa XI (Viengthong). Bounkham Vorachit, con gái của Tổng bí thư khóa X, Bounnhang Vorachit, cũng được bầu vào Ban chấp hành Trung ương Đảng. Nhà phân tích người Lào Martin Stuart-Fox cho rằng "những sự thăng tiến này như một lời nhắc nhở về mức độ mà các gia đình quyền lực vẫn quyết định kết quả chính trị ở Lào - giống như họ đã làm trong chế độ Hoàng gia Lào trước đây". Phó giáo sư Simon Creak lưu ý rằng Ban Chấp hành Trung ương khóa XI là cơ quan lãnh đạo được bầu cử đầu tiên không bị chi phối bởi thế hệ cách mạng. Ông cũng xem xét khả năng có xung đột giữa các nhà lãnh đạo đảng, những người đã giành được quyền lực thông qua sự bảo trợ của gia đình và những người đã vươn lên trong hàng ngũ của đảng bằng các biện pháp kỹ trị. Những người theo chủ nghĩa cũ tán thành các giá trị hiện đại hơn, chẳng hạn như kỷ luật đảng và xây dựng nhà nước xã hội chủ nghĩa. Tuy nhiên, Creak lưu ý rằng "Cuộc tranh luận về căng thẳng giữa chủ nghĩa bảo trợ và chủ nghĩa xã hội kỹ trị còn quá sớm để bàn tới. Mạng lưới bảo trợ gia đình cách mạng khó có thể sớm tàn lụi. Sonexay có thể đã thất bại trước các đối thủ, nhưng gia đình Siphandone đã tăng cường sự đại diện của mình trong Trung ương Đảng, cũng như các gia đình có ảnh hưởng khác."

## Các hội nghị Trung ương Đảng
| Hội nghị BCHTW lần thứ | Bắt đầu-Kết thúc     | Thời gian | Nội dung chính | Nguồn |
| ---------------------- | -------------------- | --------- | --- | ----- |
| Nhất                   | 15 tháng 1 năm 2021  | 1 ngày    | Thongloun Sisoulith được bầu làm Tổng Bí thư, Chủ nhiệm Ủy ban Quốc phòng và An ninh. Bầu Bộ Chính trị gồm 13 ủy viên, Ban Bí thư 9 ủy viên. Bounthong Chitmany là bí thư thường trực, và Ban Kiểm tra Trung ương gồm 7 thành viên do Khamphan Phommathat đứng đầu. |       |
| Hai                    | 1–3 tháng 3 năm 2021 | 3 ngày    | Thảo luận về thành tích Đại hội Đảng toàn quốc lần thứ XI và việc triển khai thực hiện các quyết định của Đại hội. Thông qua kế hoạch hành động 5 năm về lãnh đạo hành chính Thông qua các nghị quyết của Bộ Chính trị khóa XI. Thảo luận về Dự thảo Kế hoạch phát triển kinh tế - xã hội 5 năm quốc gia lần thứ 9 và Kế hoạch ngân sách nhà nước lần thứ 5. Những thay đổi về tổ chức đã được thảo luận và chấp thuận. |       |

## Các ban Đảng Trung ương
| Các Ban Đảng Trung ương   | Chức vụ         | Lãnh đạo               | Kiêm nhiệm                                  | Nhiệm kỳ                      | Nguồn |
| ------------------------- | --------------- | ---------------------- | ------------------------------------------- | ----------------------------- | ----- |
| Ban Tổ chức Trung ương    | Trưởng ban      | Chansy Phosikham       | Ủy viên Bộ Chính trị khóa X                 | 15/1/2021-2/2/2021 18 ngày    |       |
| Ban Tổ chức Trung ương    | Trưởng ban      | Sisay Leudetmounsone   | Ủy viên Bộ Chính trị Bí thư Trung ương Đảng | 2/2/2021-nay 4 năm, 42 ngày   |       |
| Ban Kiểm tra Trung ương   | Chủ nhiệm       | Khamphan Phommathat    | Ủy viên Bộ Chính trị Bí thư Trung ương Đảng | 15/1/2021-nay 4 năm, 60 ngày  |       |
| Ban Tuyên huấn Trung ương | Trưởng ban      | Khamphan Phommathat    | Ủy viên Bộ Chính trị Bí thư Trung ương Đảng | 15/1/2021-4/2/2021 20 ngày    |       |
| Ban Tuyên huấn Trung ương | Trưởng ban      | Khamphanh Pheuyavong   | Bí thư Trung ương Đảng                      | 4/2/2021-nay 4 năm, 40 ngày   |       |
| Văn phòng Trung ương Đảng | Chánh Văn phòng | Thongsalith Mangnomek  | Bí thư Trung ương Đảng                      | 15/1/2021-nay 4 năm, 60 ngày  |       |
| Ban Đối ngoại Trung ương  | Trưởng ban      | Sounthone Xayachack    | Bí thư Trung ương Đảng                      | 15/1/2021-29/3/2021 73 ngày   |       |
| Ban Đối ngoại Trung ương  | Trưởng ban      | Thongsavanh Phomvihane | Ủy viên Trung ương Đảng                     | 29/3/2021-nay 3 năm, 352 ngày |       |

## Ủy viên chính thức Ban Chấp hành Trung ương (71)
| - Ủy viên Bộ Chính trị - Bí thư Trung ương Đảng | - Ủy viên Trung ương Đảng - Ủy viên Dự khuyết Trung ương Đảng |

| STT | Họ tên                     | Chức vụ khi được bầu                                  | Chức vụ khi được bầu                                            | Chức vụ hiện nay | Chức vụ hiện nay                                                           | Chức vụ hiện nay | Ghi chú | Ghi chú |
| STT | Họ tên                     | Chức vụ khi được bầu                                  | Chức vụ khi được bầu                                            | Chức vụ          | Chức vụ                                                                    | Thời gian        | Ghi chú | Ghi chú |
| --- | -------------------------- | ----------------------------------------------------- | --------------------------------------------------------------- | ---------------- | -------------------------------------------------------------------------- | ---------------- | ------- | ------- |
| 1   | Thongloun Sisoulith        |                                                       | Thủ tướng Chính phủ                                             |                  | Tổng Bí thư Trung ương Đảng                                                | 1/2021-nay       |         |         |
| 1   | Thongloun Sisoulith        | Chủ tịch nước                                         | Thủ tướng Chính phủ                                             | 3/2021-nay       |                                                                            |                  |         |         |
| 1   | Thongloun Sisoulith        |                                                       | Thủ tướng Chính phủ                                             |                  | Thủ tướng Chính phủ                                                        | 1/2021-3/2021    |         |         |
| 2   | Phankham Viphavanh         |                                                       | Thường trực Ban Bí thư Phó Chủ tịch nước                        |                  | Thủ tướng Chính phủ                                                        | 3/2021-12/2022   |         |         |
| 2   | Phankham Viphavanh         |                                                       | Thường trực Ban Bí thư Phó Chủ tịch nước                        |                  | Thủ tướng Chính phủ                                                        | 3/2021-12/2022   |         |         |
| 2   | Phankham Viphavanh         | Thôi giữ các chức vụ                                  | Thường trực Ban Bí thư Phó Chủ tịch nước                        |                  |                                                                            |                  |         |         |
| 3   | Pany Yathotou              |                                                       | Chủ tịch Quốc hội                                               |                  | Phó Chủ tịch nước                                                          | 3/2021-nay       |         |         |
| 4   | Bounthong Chitmany         |                                                       | Chủ nhiệm Ban Kiếm tra Trung ương Đảng                          |                  | Phó Chủ tịch nước                                                          | 3/2021-nay       |         |         |
| 4   | Bounthong Chitmany         |                                                       | Chủ nhiệm Ban Kiếm tra Trung ương Đảng                          |                  | Thường trực Ban Bí thư Trung ương Đảng                                     | 1/2021-nay       |         |         |
| 5   | Saysomphone Phomvihane     |                                                       | Chủ tịch Ủy ban Trung ương Mặt trận Lào Xây dựng Đất nước       |                  | Chủ tịch Quốc hội                                                          | 3/2021-nay       |         |         |
| 6   | Chansamone Chanyalath      |                                                       | Bộ trưởng Bộ Quốc phòng                                         |                  | Phó Thủ tướng Chính phủ Bộ trưởng Bộ Quốc phòng                            | 3/2021-nay       |         |         |
| 7   | Khamphan Phommathat        |                                                       | Chánh Văn phòng Trung ương Đảng                                 |                  | Chủ nhiệm Ban Kiểm tra Trung ương Đảng                                     | 1/2021-nay       |         |         |
| 7   | Khamphan Phommathat        |                                                       | Chánh Văn phòng Trung ương Đảng                                 |                  | Chủ nhiệm Ban Kiểm tra Trung ương Đảng                                     | 1/2021-nay       |         |         |
| 8   | Sinlavong Khoutphaythoune  |                                                       | Bí thư Thành ủy Viêng Chăn Đô trưởng Viêng Chăn                 |                  | Chủ tịch Ủy ban trung ương Mặt trận Lào xây dựng đất nước                  | 3/2021-nay       |         |         |
| 9   | Sonexay Siphandone         |                                                       | Phó Thủ tướng Chính phủ, Bộ trưởng Bộ Kế hoạch và Đầu tư        |                  | Phó Thủ tướng Chính phủ                                                    | 2021 - 12/2022   |         |         |
| 9   | Sonexay Siphandone         | Thủ tướng Chính phủ                                   | Phó Thủ tướng Chính phủ, Bộ trưởng Bộ Kế hoạch và Đầu tư        | 12/2022 - nay    |                                                                            |                  |         |         |
| 10  | Kikeo Khaykhamphithoune    |                                                       | Bộ trưởng Thông tin, Văn hóa và Du lịch                         |                  | Phó Thủ tướng Chính phủ                                                    | 3/2021-nay       |         |         |
| 11  | Vilay Lakhamfong           |                                                       | Bộ trưởng Bộ An ninh                                            |                  | Bộ trưởng Bộ Công an                                                       | 1/2021-nay       |         |         |
| 11  | Vilay Lakhamfong           | Phó Thủ tướng, Bộ trưởng Bộ Công an                   | Bộ trưởng Bộ An ninh                                            |                  |                                                                            |                  |         |         |
| 12  | Sisay Leudetmounsone       |                                                       | Phó Chủ tịch Quốc hội                                           |                  | Trưởng Ban Tổ chức Trung ương Đảng                                         | 3/2021-nay       |         |         |
| 12  | Sisay Leudetmounsone       |                                                       | Phó Chủ tịch Quốc hội                                           |                  | Trưởng Ban Tổ chức Trung ương Đảng                                         | 3/2021-nay       |         |         |
| 13  | Saleumxay Kommasith        |                                                       | Bộ trưởng Bộ Ngoại giao                                         |                  | Phó Thủ tướng, Bộ trưởng Bộ Ngoại giao                                     | 1/2021-nay       |         |         |
| 14  | Khamphanh Pheuyavong       |                                                       | Bí thư Tỉnh ủy Oudomxay Tỉnh trưởng Oudomxay                    |                  | Trưởng ban Tuyên huấn Trung ương Đảng                                      | 2/2021-nay       |         |         |
| 15  | Anouphab Tounalom          |                                                       | Phó Đô trưởng Viêng Chăn                                        |                  | Bí thư Thành ủy Viêng Chăn Chủ tịch Hội đồng Nhân dân thành phố Viêng Chăn | 3/2021-nay       |         |         |
| 16  | Thongsalith Mangnomek      |                                                       | Giám đốc Học viện Chính trị Hành chính Quốc gia                 |                  | Chánh Văn phòng Trung ương Đảng                                            | 1/2021-nay       |         |         |
| 17  | Sounthone Xayachack        |                                                       | Trưởng ban Ban Đối ngoại Trung ương Đảng                        |                  | Phó Chủ tịch Quốc hội                                                      | 3/2021-nay       |         |         |
| 18  | Viengthong Siphandone      |                                                       | Chủ tịch Kiểm toán Nhà nước Lào                                 |                  | Chánh án Toà án nhân dân tối cao                                           | 3/2021-nay       |         |         |
| 19  | Chaleun Yiapaoher          |                                                       | Bộ trưởng Thường trực Văn phòng Phủ Thủ tướng                   |                  | Phó Chủ tịch Quốc hội                                                      | 3/2021-nay       |         |         |
| 20  | Khambay Damlath            |                                                       | Phó Chủ tịch Ủy ban Trung ương Mặt trận Lào Xây dựng Đất nước   |                  | Phó Chủ tịch Quốc hội                                                      | 3/2021-nay       |         |         |
| 21  | Sommad Pholsena            |                                                       | Bộ trưởng Bộ Tài nguyên và Môi trường                           |                  | Phó Chủ tịch Quốc hội Lào                                                  | 3/2021-nay       |         |         |
| 22  | Khampheng Saysompheng      |                                                       | Bộ trưởng Bộ Lao động và Phúc lợi Xã hội                        |                  | Bộ trưởng Bộ Công thương                                                   |                  |         |         |
| 22  | Khampheng Saysompheng      | Bí thư, Tỉnh trưởng Houphanh                          | Bộ trưởng Bộ Lao động và Phúc lợi Xã hội                        |                  |                                                                            |                  |         |         |
| 23  | Souvone Leuangbounmy       |                                                       | Thứ trưởng Bộ Quốc phòng Tổng Tham mưu trưởng Quân đội Nhân dân |                  | Phó Chủ tịch Quốc hội Lào                                                  | 3/2021-nay       |         |         |
| 24  | Khamjane Vongphosy         |                                                       | Bộ trưởng, Chủ nhiệm Văn phòng Phủ Thủ tướng                    |                  | Bộ trưởng, Chủ nhiệm Văn phòng Phủ Thủ tướng                               | 3/2021-3/2022    |         |         |
| 24  | Khamjane Vongphosy         | Bộ trưởng Bộ Kế hoạch Đầu tư                          | Bộ trưởng, Chủ nhiệm Văn phòng Phủ Thủ tướng                    | 3/2022-5/2024    |                                                                            |                  |         |         |
| 25  | Khamphanh Sitthidampha     |                                                       | Bí thư Tỉnh ủy Viêng Chăn Tỉnh trưởng tỉnh Viêng Chăn           |                  | Bí thư Tỉnh ủy Viêng Chăn Tỉnh trưởng tỉnh Viêng Chăn                      | 1/2021-nay       |         |         |
| 26  | Khampheuy Bouddavieng      |                                                       | Tỉnh trưởng tỉnh Sekong                                         |                  | Phó Chủ tịch Trung ương Mặt trận Lào xây dựng đất nước                     | 1/2021-nay       |         |         |
| 27  | Thongloy Silivong          |                                                       | Thứ trưởng Bộ Quốc phòng                                        |                  | Thứ trưởng Bộ Quốc phòng Chủ nhiệm Tổng cục Chính trị                      | 1/2021-nay       |         |         |
| 28  | Kongkeo Xaysongkham        |                                                       | Bí thư Tỉnh ủy Tỉnh trưởng tỉnh Borikhamxay                     |                  | Bí thư Tỉnh ủy Tỉnh trưởng tỉnh Borikhamxay                                | 1/2021 - 5/2024  |         |         |
| 28  | Kongkeo Xaysongkham        | Chủ tịch Viện Khoa học Kinh tế và Xã hội Quốc gia Lào | Bí thư Tỉnh ủy Tỉnh trưởng tỉnh Borikhamxay                     | 5/2024-nay       |                                                                            |                  |         |         |
| 29  | Inlavanh Keobounphanh      |                                                       | Chủ tịch Hội Liên hiệp Phụ nữ Lào                               |                  | Chủ tịch Hội Liên hiệp Phụ nữ Lào                                          | 1/2021-nay       |         |         |
| 30  | Khamkhan Chanthavisouk     |                                                       | Bí thư Tỉnh ủy Luang Prabang Tỉnh trưởng tỉnh Luang Prabang     |                  | Bí thư Tỉnh ủy Luang Prabang Tỉnh trưởng tỉnh Luang Prabang                | 1/2021-nay       |         |         |
| 31  | Khemmani Pholsena          |                                                       | Bộ trưởng Bộ Công thương                                        |                  | Bộ trưởng, Chủ nhiệm văn phòng Chủ tịch nước                               | 3/2021-nay       |         |         |
| 32  | Boviengkham Vongdara       |                                                       | Bộ trưởng Bộ Khoa học và Công nghệ                              |                  | Bộ trưởng Bộ Công nghệ và Truyền thông                                     | 3/2021-nay       |         |         |
| 33  | Sonethanou Thammavong      |                                                       | Chủ tịch Viện Khoa học Kinh tế và Xã hội Quốc gia Lào           |                  | Chủ tịch Viện Khoa học Kinh tế và Xã hội Quốc gia Lào                      | 1/2021 - 5/2024  |         |         |
| 33  | Sonethanou Thammavong      | Bí thư Tỉnh ủy, Tỉnh trưởng Bolikhamxay               | Chủ tịch Viện Khoa học Kinh tế và Xã hội Quốc gia Lào           | 5/2024-nay       |                                                                            |                  |         |         |
| 34  | Vilayvong Bouddakham       |                                                       | Bí thư tỉnh ủy Champasak Tỉnh trưởng Tỉnh Champasak             |                  | Bí thư tỉnh ủy Champasak Tỉnh trưởng Tỉnh Champasak                        | 1/2021-nay       |         |         |
| 35  | Phet Phomphiphak           |                                                       | Bộ trưởng Bộ Nông nghiệp và Lâm nghiệp                          |                  | Bộ trưởng Bộ Nông nghiệp và Lâm nghiệp                                     | 1/2021-5/2024    |         |         |
| 35  | Phet Phomphiphak           | Bộ trưởng Bộ Kế hoạch và Đầu tư                       | Bộ trưởng Bộ Nông nghiệp và Lâm nghiệp                          | 5/2024 - nay     |                                                                            |                  |         |         |
| 36  | Phongsavanh Sitthavong     |                                                       | Bí thư tỉnh ủy Xayabury Tỉnh trưởng tỉnh Xayabury               |                  | Bí thư tỉnh ủy Xayabury Tỉnh trưởng tỉnh Xayabury                          | 1/2021-nay       |         |         |
| 37  | Vanxay Phengxoumma         |                                                       | Bí thư tỉnh ủy Houaphanh Tỉnh trưởng tỉnh Houaphanh             |                  | Bí thư tỉnh ủy Houaphanh Tỉnh trưởng tỉnh Houaphanh                        | 1/2021-nay       |         |         |
| 38  | Santiphab Phomvihane       |                                                       | Bí thư tỉnh ủy Savanakhet Tỉnh trưởng tỉnh Savanakhet           |                  | Bí thư tỉnh ủy Savanakhet Tỉnh trưởng tỉnh Savanakhet                      | 1/2021-1/2023    |         |         |
| 38  | Santiphab Phomvihane       | Bộ trưởng Bộ Tài chính                                | Bí thư tỉnh ủy Savanakhet Tỉnh trưởng tỉnh Savanakhet           | 1/2023 - nay     |                                                                            |                  |         |         |
| 39  | Bounkham Vorachit          |                                                       | Thứ trưởng Bộ Tài nguyên và Môi trường                          |                  | Bộ trưởng Bộ Tài nguyên và Môi trường                                      | 3/2021-nay       |         |         |
| 40  | Buakhong Nammavong         |                                                       | Bí thư tỉnh ủy Bokeo Tỉnh trưởng tỉnh Bokeo                     |                  | Bí thư tỉnh ủy Bokeo Tỉnh trưởng tỉnh Bokeo                                | 1/2021-nay       |         |         |
| 41  | Sonexay Sitphaxay          |                                                       | Thống đốc Ngân hàng Nhà nước                                    |                  | Thống đốc Ngân hàng Nhà nước                                               | 1/2021-nay       |         |         |
| 42  | Baykham Khattiya           |                                                       | Thứ trưởng Bộ Lao động và Phúc lợi xã hội                       |                  | Bộ trưởng Bộ Lao động và Phúc lợi xã hội                                   | 3/2021-nay       |         |         |
| 43  | Alounxay Sounnalath        |                                                       | Bí thư Trung ương Đoàn Thanh niên Nhân dân Cách mạng Lào        |                  | Bộ trưởng, Chủ nhiệm Văn phòng Thủ tướng                                   | 3/2022-nay       |         |         |
| 44  | Suanesavanh Vignaket       |                                                       | Tổng Thư ký Quốc hội                                            |                  | Bộ trưởng Bộ Thông tin, văn hóa, Du lịch                                   | 3/2021-nay       |         |         |
| 45  | Phoxay Sayasone            |                                                       | Bí thư tỉnh ủy Saravan Tỉnh trưởng tỉnh Saravan                 |                  | Bí thư tỉnh ủy Saravan Tỉnh trưởng tỉnh Saravan                            | 1/2021-1/2023    |         |         |
| 45  | Phoxay Sayasone            | Bộ trưởng Bộ Năng lượng và Mỏ                         | Bí thư tỉnh ủy Saravan Tỉnh trưởng tỉnh Saravan                 | 1/2023 - nay     |                                                                            |                  |         |         |
| 46  | Laopaoxong Navongxay       |                                                       | Phó giám đốc Viện Khoa học, Kinh tế Xã hội quốc gia             |                  | Phó giám đốc Viện Khoa học, Kinh tế Xã hội quốc gia                        | 1/2021-nay       |         |         |
| 47  | Let Xayaphone              |                                                       | Bí thư tỉnh ủy Attapeu Tỉnh trưởng tỉnh Attapeu                 |                  | Bí thư tỉnh ủy Attapeu Tỉnh trưởng tỉnh Attapeu                            | 1/2021-nay       |         |         |
| 48  | Khamlieng Outhakaysone     |                                                       | Bí thư tỉnh ủy Xaysomboun Tỉnh trưởng tỉnh Xaysomboun           |                  | Thứ trưởng Bộ Quốc phòng, Tổng Tham mưu trưởng                             |                  |         |         |
| 49  | Bounchom Oubonpaseuth      |                                                       | Thứ trưởng Bộ Tài chính                                         |                  | Bộ trưởng Bộ Tài chính                                                     | 3/2021-1/2023    |         |         |
| 49  | Bounchom Oubonpaseuth      | Bí thư, Tỉnh trưởng Savanakhet                        | Thứ trưởng Bộ Tài chính                                         | 1/2023 - nay     |                                                                            |                  |         |         |
| 50  | Khamfoy Vannasane          |                                                       | Bí thư tỉnh ủy Phongsaly Tỉnh trưởng tỉnh Phongsaly             |                  | Bí thư tỉnh ủy Phongsaly Tỉnh trưởng tỉnh Phongsaly                        | 1/2021-nay       |         |         |
| 51  | Leklay Sivilay             |                                                       | Bí thư tỉnh ủy Xekong Tỉnh trưởng tỉnh Xekong                   |                  | Bí thư tỉnh ủy Xekong Tỉnh trưởng tỉnh Xekong                              | 1/2021-nay       |         |         |
| 52  | Viengsavath Siphandone     |                                                       | Thứ trưởng Bộ Công chính và Vận tải                             |                  | Bộ trưởng Bộ Công chính và Vận tải                                         | 3/2021-1/2023    |         |         |
| 52  | Viengsavath Siphandone     | Bí thư, Tỉnh trưởng Luang Namtha                      | Thứ trưởng Bộ Công chính và Vận tải                             | 1/2023 - nay     |                                                                            |                  |         |         |
| 53  | Khamlay Sipraseuth         |                                                       | Bí thư tỉnh ủy Luang Namtha Tỉnh trưởng tỉnh Luang Namtha       |                  | Bí thư tỉnh ủy Luang Namtha Tỉnh trưởng tỉnh Luang Namtha                  | 1/2021-nay       |         |         |
| 54  | Phouth Simmalavong         |                                                       | Thứ trưởng Bộ Giáo dục và Thể thao                              |                  | Bộ trưởng Bộ Giáo dục và Thể thao                                          | 3/2021-nay       |         |         |
| 55  | Vanxay Phongsavanh         |                                                       | Bí thư tỉnh ủy Khammuan Tỉnh trưởng tỉnh Khammuan               |                  | Bí thư tỉnh ủy Khammuan Tỉnh trưởng tỉnh Khammuan                          | 1/2021-nay       |         |         |
| 56  | Bounfeng Phoummalaysith    |                                                       | Thứ trưởng Bộ Y tế                                              |                  | Bộ trưởng Bộ Y tế                                                          | 3/2021-nay       |         |         |
| 57  | Aly Vongnorbountham        |                                                       | Chủ tịch Liên hiệp Công đoàn Lào                                |                  | Chủ tịch Liên hiệp Công đoàn Lào                                           | 1/2021-nay       |         |         |
| 58  | Phayvy Siboualipha         |                                                       | Thứ trưởng Bộ Tư pháp                                           |                  | Bộ trưởng Bộ Tư pháp                                                       | 3/2021-nay       |         |         |
| 59  | Phouvong Ounkhamsaen       |                                                       | Giám đốc Học viện Chính trị và Hành chính quốc gia              |                  | Giám đốc Học viện Chính trị và Hành chính quốc gia                         | 1/2021-nay       |         |         |
| 60  | Thongchanh Manixay         |                                                       | Bộ trưởng Bộ Nội vụ                                             |                  | Bộ trưởng Bộ Nội vụ                                                        | 1/2021-nay       |         |         |
| 61  | Bounchanh Sivongphanh      |                                                       | Phó tỉnh trưởng tỉnh Xieng Khuang                               |                  | Tỉnh trưởng tỉnh Xieng Khuang                                              | 3/2021-nay       |         |         |
| 62  | Thongsavanh Phomvihane     |                                                       | Thứ trưởng Bộ ngoại giao                                        |                  | Trưởng ban Ban Đối ngoại Trung ương Đảng                                   | 3/2021-nay       |         |         |
| 63  | Xaysana Khotphouthone      |                                                       | Phó Viện trưởng Viện Kiểm sát Nhân dân tối cao                  |                  | Viện trưởng Viện Kiểm sát Nhân dân tối cao                                 | 3/2021-nay       |         |         |
| 64  | Athsaphangthong Siphandone |                                                       | Phó Đô trưởng thành phố Viêng Chăn                              |                  | Phó Đô trưởng thành phố Viêng Chăn                                         | 1/2021-nay       |         |         |
| 65  | Leeber Leebouapao          |                                                       | Chủ tịch Ủy ban Kế hoạch, Tài chính và Kiểm toán Quốc hội       |                  | Chủ tịch Ủy ban Kế hoạch, Tài chính và Kiểm toán Quốc hội                  | 1/2021-nay       |         |         |
| 66  | Boutsady Thanameuang       |                                                       | Vụ trưởng Vụ quản lý cán bộ Ban Tổ chức Trung ương              |                  | Phó trưởng ban Ban Tổ chức Trung ương                                      | 3/2021-nay       |         |         |
| 67  | Kongthong Phongvichit      |                                                       | Thứ trưởng Bộ An ninh                                           |                  | Thứ trưởng Bộ An ninh                                                      | 1/2021-nay       |         |         |
| 68  | Vongkham Phommakone        |                                                       | Tổng cục trưởng Tổng cục Hậu cần, Bộ Quốc phòng                 |                  | Thứ trưởng Bộ Quốc phòng                                                   | 3/2021-nay       |         |         |
| 69  | Pingkham Lasasimma         |                                                       | Phó Chủ tịch Ủy ban Kinh tế, Công nghệ và Môi trường Quốc hội   |                  | Tổng Thư ký Quốc hội                                                       | 3/2021-nay       |         |         |
| 70  | Vanthong Kongmany          |                                                       | Tổng Cục trưởng Tổng Cục Chính trị, Bộ An ninh                  |                  | Thứ trưởng Bộ An ninh                                                      | 3/2021-nay       |         |         |
| 71  | Daovong Phonekeo           |                                                       | Thứ trưởng Bộ Năng lượng và Mỏ                                  |                  | Bộ trưởng Bộ Năng lượng và Mỏ                                              | 3/2021- 1/2023   |         |         |
| 71  | Daovong Phonekeo           | Bí thư, Tỉnh trưởng Salavan                           | Thứ trưởng Bộ Năng lượng và Mỏ                                  | 1/2023 - nay     |                                                                            |                  |         |         |

## Ủy viên dự khuyết (10)
| STT | Họ tên                     | Chức vụ khi được bầu            | Chức vụ khi được bầu                                                   | Chức vụ hiện nay | Chức vụ hiện nay                                               | Chức vụ hiện nay | Ghi chú | Ghi chú |
| STT | Họ tên                     | Chức vụ khi được bầu            | Chức vụ khi được bầu                                                   | Chức vụ          | Chức vụ                                                        | Thời gian        | Ghi chú | Ghi chú |
| --- | -------------------------- | ------------------------------- | ---------------------------------------------------------------------- | ---------------- | -------------------------------------------------------------- | ---------------- | ------- | ------- |
| 1   | Malaithong Kommasith       |                                 | Phó tỉnh trưởng tỉnh Champasak                                         |                  | Chủ tịch Kiểm toán nhà nước Lào                                | 3/2021-nay       |         |         |
| 2   | Bounkong Lachiamphone      |                                 | Phó bí thư tỉnh ủy Oudomxay Trưởng Ban Công tác Đặc biệt tỉnh Oudomxay |                  | Bí thư tỉnh ủy Oudomxay Tỉnh trưởng tỉnh Oudomxay              | 3/2021-nay       |         |         |
| 3   | Van Sikoumou               |                                 | Thứ trưởng Bộ Ngoại giao                                               |                  | Thứ trưởng Bộ Ngoại giao                                       | 1/2021-nay       |         |         |
| 4   | Vilayvanh Bouddakham       |                                 | Ủy viên Ban Kiểm tra Trung ương                                        |                  | Phó Chủ nhiệm Ban Kiểm tra Trung ương                          | 1/2021-nay       |         |         |
| 5   | Linkham Duangsavanh        |                                 | Thứ trưởng Bộ Nông Lâm                                                 |                  | Chủ nhiệm Ủy ban Kinh tế, Công nghệ và Môi trường Quốc hội     | 3/2021-nay       |         |         |
| 6   | Viengthavisone Thephachanh |                                 | Phó Chủ nhiệm Ủy ban Đối ngoại Quốc hội                                |                  | Phó tỉnh trưởng tỉnh Savannakhet                               |                  |         |         |
| 6   | Viengthavisone Thephachanh | Chủ tịch Kiểm toán Nhà nước Lào | Phó Chủ nhiệm Ủy ban Đối ngoại Quốc hội                                |                  |                                                                |                  |         |         |
| 7   | Monxay Laomousong          |                                 | Phó Tỉnh trưởng tỉnh Luang Prabang                                     |                  | Bí thư Trung ương Đoàn Thanh niên Nhân dân Cách mạng Lào       | 3/2022-nay       |         |         |
| 8   | Bounta Thepphavong         |                                 | Phó Bí thư Trung ương Đoàn Thanh niên Nhân dân Cách mạng Lào           |                  | Phó Bí thư Trung ương Đoàn Thanh niên Nhân dân Cách mạng Lào   | 1/2021-nay       |         |         |
| 9   | Aphai Vonlombounpheang     |                                 | -                                                                      |                  | -                                                              | 1/2021-nay       |         |         |
| 10  | Lyvong Laoly               |                                 | Cục trưởng Cục Cảnh sát phòng, chống mua bán người, Bộ An ninh         |                  | Cục trưởng Cục Cảnh sát phòng, chống mua bán người, Bộ An ninh | 1/2021-nay       |         |         |